# 3000 scénarios contre un virus
3000 scénarios contre un virus – francuski film łączący w sobie cechy noweli filmowej, filmu dokumentalizowanego i edukacyjnego z roku 1994, wyreżyserowanego przez wiele osób.

## Opis fabuły[1]
Awangardowy film francuski będący kompozycją niemal trzydziestu historii przedstawiających kwestię AIDS. Wykonanie celu trwało trzy lata i wziął w nim udział cały szereg filmowców. Koncepcje na poszczególne części utworzyły się z przeszło trzech tysięcy pomysłów jakie przysłali uczniowie szkół we Francji. W indywidualnych mini-filmach panuje kwestia AIDS aktualna w relacjach heteroseksualnych, lecz w dwóch przypadkach ukazano również ludzi o innej orientacji oraz społeczność narkomanów.

## Obsada
- Élodie Bouchez jako Julie
- Nathalie Roussel jako „L'Exclusion” (odcinek)
- Marianne Denicourt jako „Mère séropositive” (odcinek)
- Nathalie Boutefeu jako „Mère séropositive” (odcinek)
- Françoise Michaud „L'Anniversaire” (segment)
- Bernadette Le Saché „L'Anniversaire” (segment)
- Francis Renaud „La Chambre” (segment)
- Martin Lamotte „La Pharmacie” (segment)
- Zinedine Soualem „Poisson Rouge” (segment)
- François Berléand jako farmaceuta „Poisson Rouge” (segment)
- Valeria Bruni Tedeschi „Poisson Rouge” (segment)
- Martine Audrain „Poisson Rouge” (segment)
- Simon Abkarian „Poisson Rouge” (segment)
- Nils Tavernier Nils Tavernier „I love you” (segment)
- Emmanuelle Laborit „I love you” (segment)
- Adrien de Van „Déshabille-toi que je t'habille” (segment)
- Marie Guillard „Déshabille-toi que je t'habille” (segment)
- Clément Sibony „Le Sida, c'est les autres” (segment)
- Didier Sandre „Le Sida, c'est les autres” (segment)
- Catherine Buquen „Le Sida, c'est les autres” (segment)
- Amira Casar „Le Temps du bonheur” (segment)
- Daniel Gélin „La Sirène” (segment)
- Patachou „La Sirène” (segment)
- François Levantal „Mort d'un couple” (segment)
- Léa Gabriele „Mort d'un couple” (segment)
- Michel Duchaussoy „L'Appel d'un ami” (segment)
- François Cluzet „L'Appel d'un ami” (segment)
- Mathilde Seigner „Attente, L” (segment)
- Etienne Chicot „Attente, L” (segment)
- Mathieu Demy „Je t'aime moi non plus” (segment)
- Elisa Tovati „Affreux, bêtes et très méchants” (segment)
- Estelle Perron „Vertige de l’amour” (segment)
- Vincent Cassel „La Teuf d’Enfer” (segment)
- Marine Delterme „La Teuf d’Enfer” (segment)
- Thierry de Peretti „La Teuf d’Enfer” (segment)
- Julie Gayet „La Teuf d’Enfer” (segment)
- Sophie Mounicot Sophie Mounicot „Discussion sur le préservatif entre un père et son fils” (segment)
- Jean-Michel Portal „Les Deux amants” (segment)
- François Caron „La Seringue” (segment)
- Olivier Sitruk „La Seringue” (segment)
- Jessica Forde „Préservatif, une preuve d’amour” (segment)
- Jean-Michel Tinivelli „Préservatif, une preuve d’amour” (segment)
- Chiara Mastroianni jako „Préservatif, une „Bavardages en sida mineur” (segment)
- Melvil Poupaud „Bavardages en sida mineur” (segment)
- Anémone „Affreux, bêtes et très méchants” (segment)
- Michel Boujenah „Affreux, bêtes et très méchants” (segment)
- Vanessa Guedj „Affreux, bêtes et très méchants” (segment)
- Hélène Fillières „La Seringue” (segment)
- Aïna Walle
- Violeta Ferrer
- Jonathan Zaccaï
- Christine Chansou